# Empanda
Na antiga religião romana, Empanda ou Panda foi uma deusa, ou possivelmente um epíteto de Juno.
Festo a identifica apenas como uma dea paganorum, "deusa dos rústicos". Varrão a associa com Ceres e observa que há um portão romano com seu nome, o Porta Pandana. Um portão com nome semelhante é mencionado nas Tábuas Iguvinas da Úmbria (VIa 14): pertome Padellar. Varrão conecta a palavra com pandere, "abrir", mas também a explica por panem dare, "dar pão", de modo que Empanda seria a deusa do pão ou da comida.
Os estudos modernos associam o latim Empanda ao osco Patanaí (no dativo singular) e ao umbro Padellar (<*Padenla:s < *Patnla:s < *Patnola:s), com latim -nd- regularmente de *-tn-, e inserção de vogal regular osca para quebrar grupos consonantais. Todos estão relacionados não apenas a pando/pandere, mas também ao latim pateo, "eu abro" e, finalmente, a uma raiz proto-indo-europeia *peth₂-, "espalhar", vista também em inglês fathom (que originalmente significa "braços estendidos").
Empanda tinha um santuário perto do portão que levava ao capitólio e que era chamado de Porta Pandana em homenagem a ela. Seu templo era um asilo que estava sempre aberto. Os suplicantes necessitados que vinham até ele eram supridos com alimentos dos recursos do templo. Na opinião de Leonhard Schmitz, esse costume mostra o significado do nome Panda ou Empanda: ele está conectado com pandere, abrir; ela é, portanto, a deusa que está aberta ou admite qualquer um que queira proteção. Hartung pensa que Empanda e Panda são apenas sobrenomes de Juno.